# Malwarebytes
Malwarebytes (anteriormente Malwarebytes Anti-Malware, abreviado como MBAM) es un software anti-malware para Microsoft Windows, macOS y Android que detecta y elimina el malware. Fabricado por Malwarebytes Corporation, se lanzó por primera vez en enero de 2006. Se encuentra disponible en una versión gratuita, que escanea y elimina malware cuando se inicia manualmente, y una versión de pago, que además proporciona escaneos programados, protección en tiempo real y escáner para memorias USB.

## Funciones
Malwarebytes está destinado a encontrar y eliminar el malware de un equipo infectado, tales como gusanos, troyanos, rogue software (falsos antivirus), spyware y rootkits.
El 8 de diciembre de 2016, Malwarebytes Corporation lanzó la versión 3.0 para el público en general. Esta versión añade detección de ransomware, exploit y protección de sitios web maliciosos.

## Diferencias entre ediciones
Malwarebytes se encuentra disponible en dos versiones, una gratuita y otra de pago:
- La edición gratuita se debe ejecutar de forma manual;
- La versión de pago puede realizar automáticamente las exploraciones programadas y bloquear direcciones IP de sitios web maliciosos.

### Versión Premium

#### Prevención de futuras infecciones
Se ejecuta en segundo plano para detener las infecciones antes de que ocurran. Realiza análisis automáticos y frena los intentos de ataque.

#### Bloqueo de sitios web maliciosos
Detiene la carga de sitios web fraudulentos o que propagan malware.

#### Análisis rápido
Se centra en la detección de amenazas activas.

#### Auto-ocultación del malware
Mediante el uso de tecnología exclusiva conocida como "Chameleon" para prevenir el cierre del programa o la modificación de sus procesos.

## Idiomas disponibles
Actualmente, se encuentra disponible en las siguientes traducciones:
Árabe, búlgaro, catalán, chino (tradicional), checo, danés, neerlandés, inglés, estonio, finés, francés, alemán, griego, hebreo, húngaro, indonesio, italiano, japonés, coreano, letón, lituano, noruego, polaco, portugués (Brasil), portugués (Portugal), rumano, ruso, eslovaco, esloveno, español, sueco, turco y vietnamita.

## Requisitos
El software se encuentra disponible para Microsoft Windows, macOS, iOS y Android. 

### Requisitos de software
- Android 4.1 o posterior.
- macOS 10.9 o posterior.
- iOS 11 o posterior.
- Windows 10 (32/64-bits).
- Windows 8.1 (32/64-bits).
- Windows 8 (32/64-bits).
- Windows 7 (32/64-bits).
- Windows Vista (Service Pack 1 o posterior, 32/64-bits).
- Windows XP (Service Pack 2 o posterior, solo 32-bits).
- Internet Explorer 6 o posterior.

### Requisitos de hardware
- 2048 MB RAM (SO de 64-bits).
- 1024 MB RAM (SO de 32-bits, excepto Windows XP con 256 MB).
- CPU de 800 MHz o más rápido con tecnología SSE2.
- 20 MB de espacio disponible en disco.
- Resolución de pantalla mínima de 1024 x 768.
- Conexión activa a Internet para actualizaciones de base de datos, productos y registro.